# Placochelys
Placochelys var ett släkte kräldjur som levde under mitten till slutet av trias. Fossil från släktet har påträffats i Tyskland och Österrike. Den enda kända arten är Placochelys placodonta.
Placochelys blev omkring 90 centimeter lång. Kroppen liknade mycket den hos en havssköldpadda, trots att de inte är närmare släkt med dessa. Ryggen täcktes av en sköld; benen såg ut som små paddlar och den hade en kort svans.